# ジョーシス
ジョーシス株式会社（Josys Inc.）は、企業のSaaSアカウントおよびITデバイスの統合管理に関連するクラウドサービスを提供する日本の情報通信企業。
東京都港区に本社を置き、2022年にラクスル株式会社から分社化された。

## 概要
ジョーシス株式会社は、企業の情報システム管理に関連するクラウドサービスを開発・提供している。主な製品として、SaaSアプリケーションやITデバイスの一元管理を行う「Josys」およびID管理支援ツール「Josys AI」がある。情報システムの管理に関する課題への対応を目的としており、日本国内のほか、複数の国と地域に拠点を構えている。
本社は東京都港区麻布台に所在し、代表取締役社長は松本恭攝。ラクスル株式会社の社内プロジェクトとして2021年に立ち上げられた後、2022年に法人化された。

## 沿革
- 2021年：ラクスル株式会社において新規事業として始動
- 2022年2月：ジョーシス株式会社として分社化
- 2023年9月：シリーズBラウンドにより約135億円を調達
- 2024年10月：ベンチャーローンで約140億円を調達
- 2025年1月：ジョーシスサイバー地経学研究所（JCGR）を設立
- 2025年5月：「Josys AI」を正式リリース

## 資金調達
| ラウンド         | 時期          | 調達額    | 主な投資家 |
| ---------------- | ------------- | --------- | --- |
| シリーズA        | 2022年9月     | 約44億円  | グローバル・ブレイン、ANRI、Yamauchi-No.10ファンド、WiL など                                                    |
| シリーズB        | 2023年9月     | 約135億円 | グローバル・ブレイン、グロービス・キャピタル・パートナーズ、JAFCO、ZVC、農林中金キャピタル、Spiral Capital ほか |
| ベンチャーローン | 2024年10月    | 約140億円 | 非公開 |
| 累計             | 2025年5月時点 | 約320億円 | - |

## 製品・サービス

### Josys
「Josys」は、SaaSアプリケーションとITデバイスを統合的に管理するクラウドサービスである。

### Josys AI
2025年にリリースされた「Josys AI」は、SaaSアカウントの属性分類やアクセス権限の設定を支援するID管理ツールである。

## 拠点
日本国内のほか、アメリカ、インド、シンガポール、ベトナムにも拠点を設けている。2023年には海外での体制強化の一環として、現地採用を拡大した。

## 研究活動
2025年1月、ジョーシス株式会社は「ジョーシスサイバー地経学研究所（Josys Cyber Geoeconomics Research、JCGR）」を設立。企業のIT管理に関わる地政学的リスクやサイバーセキュリティに関する調査・研究を行っている。